# 加藤定吉
加藤 定吉（かとう さだきち/ていきち、文久元年11月18日（1861年12月19日） - 昭和2年（1927年）9月5日）は、明治から大正期の日本の海軍軍人。実兄の加藤泰久は陸軍少将。養嗣子・泰邦は出羽重遠の実子。第一次世界大戦において第二艦隊司令長官として青島封鎖作戦を指揮した海軍大将である。戦後勲功により男爵を授爵。従二位勲一等旭日桐花大綬章功二級。

## 経歴
東京出身。幕臣･加藤泰吉の三男に生まれる。沼津兵学校付属小学校に学び、明治16年（1883年）10月、海軍兵学校10期を27人中首席で卒業。同期に山下源太郎大将、名和又八郎大将がいる。初任地は長浦水雷営。「迅鯨」・「高千穂」・「比叡（初代）」で実地を積み、水雷を専門とする。明治22年（1889年）より、開庁間もない佐世保鎮守府で赤松則良長官の伝令使を務め、軍政官の第一歩を踏み出す。
明治24年（1891年）7月より明治26年（1893年）3月まで、「高雄」水雷長・砲術長として海上勤務に戻るが、ドイツに留学する伏見宮博恭王の随員に選ばれ、ドイツに出張する。このため日清戦争には参加せず、戦後に帰国する。帰国後は「厳島」水雷長・常備艦隊参謀を歴任。 
明治30年（1897年）8月、西郷従道海軍大臣の秘書官となる。西郷から信頼され、元帥となると継続してその副官を務め、1年半にわたり側近として修行した。この間に中佐まで昇進する。
明治31年（1898年）12月より明治34（1901年）4月まで海上勤務となり、「秋津洲」・「笠置」・「八雲」の副長を歴任。八雲はドイツで建造されたため、受領のために2度目のドイツ出張となっている。
明治34年（1901年）4月より2年間、軍令部副官を務める。当時の軍令部長は伊東祐亨大将。同時に1年間、西郷元帥副官に復帰している。西郷・伊東の寵愛を受け、加藤の地位は磐石のものとなっていく。仕事柄、政界・財界人の接待を任されることが多く、客人を私室に招いては、艦隊配置図を見せつつ海外の勢力分析を交え、海軍拡張を訴えた。有能な軍政官であるとみなされ、陸軍で頭角を現しつつあった田中義一に対抗できる唯一の海軍軍人とも言われたが、現場指揮官へ駆り出されたため、軍政官として手腕を発揮する機会を得られなかった。
明治35年（1902年）10月、大佐へ昇進。明治36年（1903年）4月より、再度海上勤務。「秋津洲」艦長、「橋立」艦長として日露戦争に参加。二線級となった橋立では存分に活躍できなかったが、明治38年（1905年）1月の異動で「春日」艦長に抜擢され、日本海海戦に参加した。戦後も人事局局員を10ヶ月勤めたほかは海上勤務で、「出雲」・「鹿島」・「石見」と主力艦の艦長を歴任した。
明治41年（1908年）5月、舞鶴鎮守府参謀長。少将昇進後も舞鶴工廠長として3年にわたり舞鶴の要職を歴任した。
明治44年（1911年）3月、練習艦隊司令官に任じられる。アメリカ歴訪コースで、太平洋戦争時に長官・司令官級の38期（小林仁・五藤存知・三川軍一・栗田健男・戸塚道太郎ら）を指導した。持ち前の面倒見のよさで絶大な人気を得た。
明治45年（1912年）4月、佐世保工廠長。大正元年（1912年）12月、横須賀工廠長を立て続けに歴任。廠長就任と同時に中将へ昇進した。 
大正2年（1913年）12月、攻撃型の第2艦隊司令長官に任じられる。任期中に第1次世界大戦が勃発し、第2艦隊は青島攻略作戦に赴いた。隷下の老朽戦艦を駆使し、青島に激烈な艦砲射撃を仕掛け、逼塞するドイツ極東艦隊を撃退した。このため青島攻略は完遂できたが、一方で取り逃がした極東艦隊の追撃が必要となり、太平洋各地に多数の枝隊を派遣せざるを得なくなった。 
大正4年（1915年）2月、海軍教育本部長に就任。有能な軍政官と期待されていた加藤にとって、唯一の軍政参加の機会であった。とはいえ、後任の有馬良橘が推進した教育本部の権限強化のような革新的な活動は行っていない。
大正5年（1916年）7月、男爵・功二級。同年12月、呉鎮守府司令長官に就任。3年の長期にわたり呉鎮長官を務めた。大正7年（1918年）7月2日、皇族の東伏見宮依仁親王、八代六郎・名和又八郎・山下源太郎・村上格一とともに大将へ昇進した。しかし遂に軍政官としての手腕を発揮する機会を得られないまま、膨大な海上勤務の業績を手土産に海軍を去る。大正8年（1919年）12月、軍事参議官。
軍事参議官時代は、海軍のご意見番として海軍軍人や政治家から意見を求められることも多かった。豊富な砲術・水雷の経験則に基づく意見が多く、当時勃興していた航空機に対しては懐疑的であった。このため「戦艦が航空機によって損害を受けることは断じてありえない」とする大艦巨砲主義のルーツと見なされた。また、国運をかけて臨んだワシントン軍縮会議には断固反対の意思を表明し、反対派を煽る発言も多数あった。岡田啓介は現職の加藤寛治と合わせて「お調子者の両加藤」と揶揄している。
大正12年（1923年）3月31日、予備役編入。1925年（大正14年）2月14日、補欠選挙で貴族院男爵議員に選出され、公正会に所属し死去するまで在任した。
昭和2年（1927年）9月、伏見宮との面談中に倒れ、同月5日、65歳で没。葬儀は海軍葬であった。

## 栄典
位階
- 1886年（明治19年）7月8日 - 正八位[6]
- 1891年（明治24年）12月16日 - 従七位[7]
- 1897年（明治30年）3月1日 - 従六位[8]
- 1902年（明治35年）12月25日 - 従五位[9]
- 1908年（明治41年）1月31日 - 正五位[10]
- 1912年（大正元年）12月28日 - 従四位[11]
- 1915年（大正4年）1月30日 - 正四位[12]
- 1918年（大正7年）3月11日 - 従三位[13]
- 1921年（大正10年）4月11日 - 正三位[14]
- 1923年（大正12年）4月30日 - 従二位[15]

勲章等
- 1904年（明治37年）11月29日 - 勲四等瑞宝章[16]
- 1906年（明治39年）4月1日 - 功三級金鵄勲章・勲三等旭日中綬章・明治三十七八年従軍記章[17]
- 1913年（大正2年）11月28日 - 勲二等瑞宝章[18]
- 1915年（大正4年）
  - 11月7日 - 功二級金鵄勲章・勲一等旭日大綬章・大正三四年従軍記章[19]
  - 11月10日 - 大礼記念章（大正）[20]
- 1916年（大正5年）7月14日 - 男爵[21]
- 1920年（大正9年）11月1日 - 大正三年乃至九年戦役従軍記章[22]
- 1927年（昭和2年）9月5日 - 旭日桐花大綬章

外国勲章佩用允許
- 1897年（明治30年）9月10日
  - スペイン王国：シャールトロワー第三等勲章[23]
  - イギリス王国：銀製ジュビリー記念章[23]
- 1916年（大正5年）1月14日 - ロシア帝国：神聖ウラジミル剣付第二等勲章[24]